# De älskande (tarotkort)

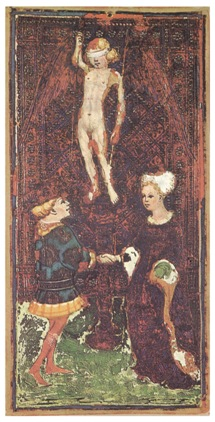
En äldre version av De älskande med ängeln som välsignar det älskande paret.

De älskande är ett av de 78 korten i en tarotkortlek och är ett av de 22 stora arkanakorten. Kortet ses generellt som nummer 6. Rättvänt symboliserar kortet kärlek, partnerskap, unioner, relationer, enhet och romantik. Omvänt symboliserar kortet konflikt, obalans, disharmoni och dåliga val. Generellt föreställer kortet en man och en kvinna som välsignas av en ängel i en trädgård som i regel anses vara Edens trädgård, då det bakom dem står ett träd med en orm. Ängeln anses av vissa vara ärkeängeln Rafael men andra menar att det är Amor. I och med att omgivningen kring paret anses vara Edens trädgård finns det de som menar att paret därför ska tolkas som Adam och Eva.